# We własnym gronie
We własnym gronie (szw. Den inre kretsen) – powieść kryminalna szwedzkiej pisarki Mari Jungstedt, opublikowana w 2005, a w Polsce w 2011 w tłumaczeniu Ewy Wojaczek.

## Treść

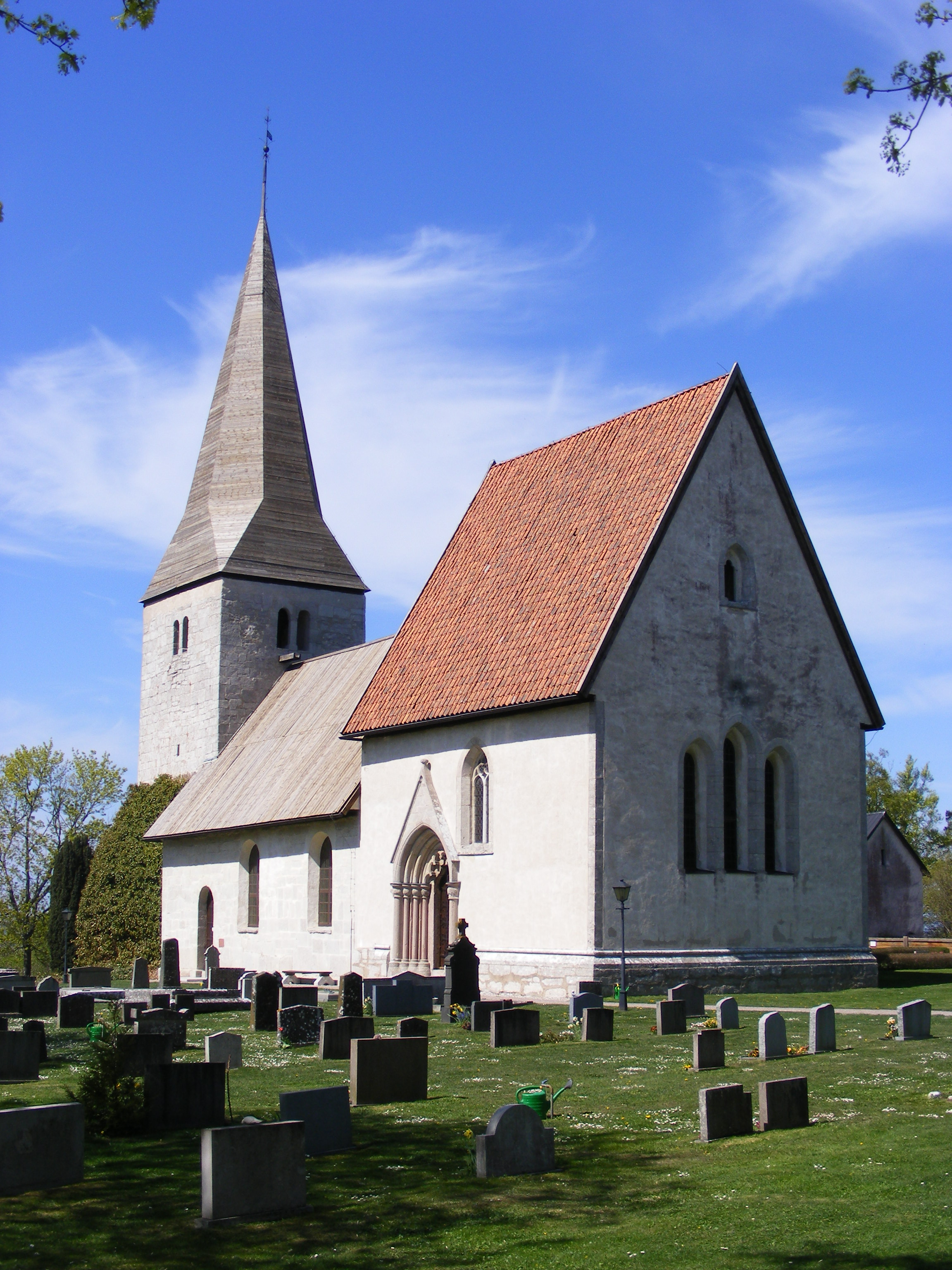
Kościół we Fröjel - u jego stóp prowadzone są wykopaliska

Jest trzecią powieścią cyklu, w którym występuje detektyw Anders Knutas, komisarz policji z Visby na szwedzkiej wyspie - Gotlandii. Pomaga mu energiczna Karin Jacobsson. W tej części akcja rozgrywa się w okresie czerwiec-sierpień i dotyczy środowiska archeologicznego. Na letnim obozie wykopaliskowym we Fröjel grupa dwudziestu studentów odkopuje pozostałości osady i portu wikingów. Z okolicy schroniska młodzieżowego w Warfsholm, po koncercie zespołu Ognisty Młyn, ginie holenderska studentka Martina Flochten, ucząca się na Uniwersytecie w Rotterdamie. Jej rodzice pochodzili z Gotlandii (Hemse). Jednocześnie ktoś zabija kucyka należącego do Jörgena Larssona z Petersviken i odcina mu głowę. Ciało Martiny Flochten zostaje znalezione w Vivesholm przez Kalle Östlunda - zostało powieszone na drzewie, a cięcie w podbrzuszu wskazuje na upuszczenie krwi w celach rytualnych (wcześniej dziewczynę utopiono). Śledztwo zaczyna się koncentrować na dawnych kultach skandynawskich. Kolejne istotne dla sprawy nazwiska to Staffan Mellgren (kierownik prac archeologicznych) i Gunnar Ambjörnson (lokalny polityk socjaldemokratyczny).
Równolegle kontynuowany jest skomplikowany wątek miłosny (zapoczątkowany w pierwszej części - Niewidzialny) pomiędzy Johanem Bergiem (reporterem szwedzkiej telewizji) a Emmą Winarve (nauczycielką z Romy). Emma po rozwodzie z Ollem rodzi dziecko Berga - Elin, co zbliża do siebie tą parę. Jednocześnie Berg doznaje poważnych obrażeń w starciu z mordercą i jest bliski śmierci.